# Linda Machuca
Linda Marilina Machuca (ur. 1 kwietnia 2001) – argentyńska zapaśniczka walcząca w stylu wolnym.  

## Kariera sportowa
Ósma na igrzyskach panamerykańskich w 2023. Brązowa medalistka mistrzostw panamerykańskich w 2019 i 2024. Czwarta na igrzyskach Ameryki Południowej w 2022.
Wicemistrzyni igrzysk olimpijskich młodzieży w 2018. Wicemistrzyni igrzysk panamerykańskich młodzieży w 2021 i mistrzostw panamerykańskich juniorów w 2021. Druga na mistrzostwach panamerykańskich U-23 w 2024. Mistrzyni panamerykańska kadetów w 2017; trzecia w 2016 i 2018 roku.